# Jennifer Aniston
Jennifer Aniston (Sherman Oaks, Kalifornija, 11. veljače 1969. g.) američka glumica grčkog porijekla.

## Životopis
Jennifer Aniston (Jennifer Joanne Linn Anastasakis), kćer je poznatog američkog glumca Johna Anistona i spisateljice Nancy Aniston. Majka joj je talijansko-škotskog porijekla, a otac grčkog. Kratak dio svoga djetinjstva provodi u Grčkoj. Ima dva polubrata Melicka i Alexa Anistona. Školuje se u New Yorku u "Fiorello H. LaGuardia High School of Music i Art and Performing Arts". Potom odlazi u Los Angeles jer joj otac dobiva ulogu u poznatoj američkoj daytime sapunici "Days of our Lives". Anistonina želja za glumom jača kad počinje s radom na broadwayskim produkcijama kao npr. "For Dear Life and Dancing on Checker's Grave". Osim posla u kazalištu, Jennifer je radila i kao poštar na biciklu.

## Glumačka karijera
Aniston se pojavila kao "Nutri System" djevojka u radijskom showu Howarda Sterna u kasnim 80-ima i ranim 90-ima. Preselila se u Hollywood i dobila je prvu televizijsku ulogu u seriji kratkog vijeka, "Molloy", a potom ulogu u filmu "Camp Cucamonga". Također je igrala lik sestre u TV seriji "Ferris Bueller", televizijskoj adaptaciji poznatog hita iz 1986. "Slobodan dan Ferrisa Buellera". Serija je ubrzo bila otkazana. Nakon još dva propala showa, Aniston je polako počela odustajati od glume.
No, planovi su joj se promijenili kada je krenula na audiciju za tada novu, humorističnu seriju "Prijatelji" (Friends), koja je trebala s emitiranjem krenuti u sezoni 1994./1995. Producenti showa su ipak htjeli vidjeti Jennifer u ulozi Monice Geller, no Jennifer je bila uporna i uvjerila ih kako je lik Rachel Green napisan za nju. Dobila je ulogu Rachel, te ju je igrala punih 10 godina, od 1994. – 2004. Serija je bila poznata po cijelom svijetu, te je čak i frizura poznata kao "Rachel" bila tražena u frizerskim salonima. Jennifer je dobivala plaću od milijun dolara po epizodi za posljednje dvije sezone "Prijatelja". Osim toga, dobila je 5 nominacija za prestižnu televizijsku nagradu Emmy, i jednu pobjedu za "Najbolju glavnu glumicu u humorističnoj seriji".
U to vrijeme, Jennifer je snimala i filmove, kao npr. kultni film "Office Space". Najveću podršku kritičara dobila je za ulogu u filmu "Dobra djevojka" (The Good Girl) u kojem je utjelovila lik slabo plaćene blagajnice u malom gradiću. Jenniferin najveći filmski uspjeh je onaj s filmom "Svemogući Bruce" (Bruce Almighty) u kojem je igrala lik djevojke Brucea (Jim Carrey). Njen film iz 2004., "Napokon Polly" (Along Came Polly) je također bio poprilično uspješan.
Nakon tog filma, uslijedili su i filmovi kao "Prijatelji s novcem" (Friends With Money), koji nije bio previše uspješan, no odmah za njim je uslijedila romantična komedija "Prekid" (The Break-Up), koji je zaradio 39,7 milijuna dolara u prvom tjednu prikazivanja u američkim kinima.
Forbes lista je imenovala Jennifer Aniston 10-om najbogatijom ženom svijeta u zabavljačkoj industriji u 2007. godini. Anistonino bogatstvo se procjenjuje na 110 milijuna dolara.

## Privatni život
Jennifer je hodala s glazbenikom Adamom Durtizom i bila je zaručena s glumcem Tateom Donovanom. Njena najpoznatija ljubavna veza je ona s glumcem Bradom Pittom. Vjenčala se s Bradom 29. srpnja 2000., na jednom imanju u Malibuu. Par se razišao 7. siječnja 2005., a razvod je postao služben 25. ožujka iste godine, a finaliziran je 2. listopada 2005.
Mediji su spekulirali kako se par razišao ili zbog Pittove nevjere s glumicom Angelinom Jolie ili zbog toga što Jennifer nije htjela imati djecu. Aniston je opovrgnula zadnje nagađanje, rekavši : "Nikad u svom životu nisam rekla da ne želim djecu... Uvijek sam željela imati djecu i nikad ne ću propustiti to iskustvo zbog svoje karijere... Želim imati oboje."
Nakon razvoda s Pittom, Aniston je bila romantično povezana s glumcem Vinceom Vaughnom. U kolovozu 2006., Jennifer je opovrgnula kako je par zaručen. No, u listopadu 2006., trač magazin "US Weekly" došao je u blizini izvoru koji je potvrdio kako se par ipak razišao. U prosincu iste godine, došla je i potvrda od samog, sada već, bivšeg para. Nakon toga povezivali su je s Orlandom Bloomom, inače zajedničkim prijateljem nekad zlatnog para Hollywooda, a sredinom 2008, javno se pokazuje s pjevačem Johnom Mayerom.
Courtney Cox Arquette, koja je igrala lik Monice Geller u seriji "Prijatelji" je u stvarnom životu najbolja Jenniferina prijateljica. 2007., Courtney je pozvala Jennifer da gostuje u njenoj novoj seriji "Dirt", u kojoj je Jennifer utjelovila lik snoba Tine Harrod.

## Serije u kojima je nastupala
- "Dirt" kao Tina Harrod (2007.)
- "Prijatelji" (Friends) kao Rachel Green (1994. – 2004.)
- "King of the Hill" kao Pepperoni Sue (2003.)
- "South Park" kao gospođa Stevens (1999.)
- "Herkules" (Disney's Hercules) kao Galatea (1998.)
- "Partners" kao CPA Suzanne (1996.)
- "Muddling Through" kao Madeline Drego Cooper (1994.)
- "Burke's Law" kao Linda Campbell (1994.)
- "Herman's Head" kao Suzie Brooks (1992. – 1993.)
- "Quantum Leap" kao Kiki Wilson (1992.)
- "Molloy" kao Courtney (1990.)
- "Ferris Bueller" kao Jeannie Bueller (1990.)

## Filmovi u kojima je nastupala
- "Obitelj Miller" kao Rose (2013.)
- "Zamjena" (The Switch) kao Kassie (2010.)
- "Prekid" (The Break-Up) kao Brooke Meyers (2006.)
- "Prijatelji s novcem" (Friends With Money) kao Olivia (2006.)
- "Šuška se..." kao Sarah Huttinger (2005.)
- "Derailed" kao Lucinda Harris (2005.)
- "Napokon Polly" (Along Came Polly) kao Polly Prince (2004.)
- "Svemogući Bruce" (Bruce Almighty) kao Grace Connelly (2003.)
- "Dobra djevojka" (The Good Girl) kao Justine Last (2002.)
- "Superstar" kao Emily Poule (2001.)
- "The Iron Giant" kao Annie Hughes (1999.)
- "Office Space" kao Joanna (1999.)
- "Objekt privlačnosti" (The Object of my Affection) kao Nina Borowski (1998.)
- "The Thin Pink Line" kao Clove (1998.)
- "'Til There Was You" kao Debbie (1997.)
- "Savršena slika" (Picture Perfect) kao Kate Mosley (1997.)
- "Steven Spielberg's Director Chair" kao Laura (1996.)
- "Ona je ta" (She's the One) kao Renee (1996.)
- "Dream for an Insomniac" kao Allison (1996.)
- "Leprechaun" kao Tory Reding (1993.)
- "Sunday Funnies" kao nepoznata uloga (1993.)
- "Camp Cucamonga" kao Ava Schector (1990.)

## Vanjske poveznice
- Jennifer Aniston u internetskoj bazi filmova IMDb-u (engl.)